# Peter Hill (Radsportler)
Peter Hill (* 4. Juni 1945 in Askern, South Yorkshire) ist ein ehemaliger britischer Radrennfahrer und Spezialist für Einzelzeitfahren.

## Sportlicher Werdegang
Als Junge spielte Peter Hill zunächst Fußball, kaufte sich dann aber von seinem ersten Arbeitslohn mit 15 Jahren ein Rennrad, da auch seine Freunde Radsport betrieben. 1962 gewann er sein erstes Rennen. Nach einem Fahrradurlaub in Norwegen im selben Jahr fuhr er sein erstes Zeitfahren auf einem Rad mit starrem Gang, in zwölf Stunden absolvierte er 248 Meilen. 1963 gewann er erstmals die Gesamtwertung des Zeitfahr-Wettbewerbs British Best All-Rounder und konnte diesen Erfolg im Jahr darauf wiederholen. Die Preisverleihung fand in der Londoner Royal Albert Hall statt.
1964 wurde Hill in die britische Nationalmannschaft zur Teilnahme an der Niederlande-Rundfahrt berufen. Von dort aus suchte er den Kontakt zu André Boucher, dem Trainer von Jacques Anquetil, der Hill in einer radsportaffinen Familie in der Normandie unterbrachte. Dort trainierte er mit dem Radsportverein von Sotteville. 1965 sowie 1966 belegte er beim Grand Prix des Nations den zweiten Platz bei den Amateuren, 1965 gewann er zudem den Grand Prix de France sowie den Pont-Audemer Chrono. Bei der Tour de l’Avenir 1966 errang er das Gelbe Trikot, und er belegte bei den Amateur-Weltmeisterschaften auf dem Nürburgring Platz 17.
1967 unterschrieb Peter Hill einen Profivertrag bei Peugeot-BP-Michelin, der Mannschaft seines Landsmannes Tom Simpson und fuhr alle Frühjahrsklassiker. Er startete ein einziges Mal bei der Tour de France, gab aber während der fünften Etappe auf. Im selben Jahr wurde er britischer Vize-Meister im Straßenrennen. 1968 wurde er zu seiner großen Enttäuschung nicht von seinem Team für die Tour nominiert, gewann aber die Nordwestschweizer-Rundfahrt und belegte Rang 40 bei der Tour de Suisse.
Anschließend beendete Hill seine Radsportlaufbahn und nahm eine Anstellung in einer englischen Firma in der Normandie an. Er lebt bis heute in Frankreich (Stand 2017).

## Erfolge
1968
- Nordwestschweizer-Rundfahrt

## Teams
- 1967 Peugeot-BP-Michelin
- 1967–1968 Bob Jackson
- 1968 Peugeot-BP-Michelin
- 1969 Chris Barber-Sun-Huret